# Vorsklastadion
Het Vorsklastadion (Oleksiy Butovsky Vorsklastadion) is een multifunctioneel stadion in Poltava, een stad in Oekraïne. In het verleden heeft het stadion verschillende namen gekend. Vanaf de opening in 1951 heette het stadion Urozhai, in 1956 veranderd in Stadion Kolgosypnik (of Stadion Kolos), tussen 1990 en 2008 Vorsklastadion.
Het stadion wordt vooral gebruikt voor voetbalwedstrijden, de voetbalclub Vorskla Poltava maakt gebruik van dit stadion. In het stadion is plaats voor 24.795 toeschouwers. In 1974, 2000 en 2008 werd het stadion gerenoveerd.